# 콩고 공화국 요리

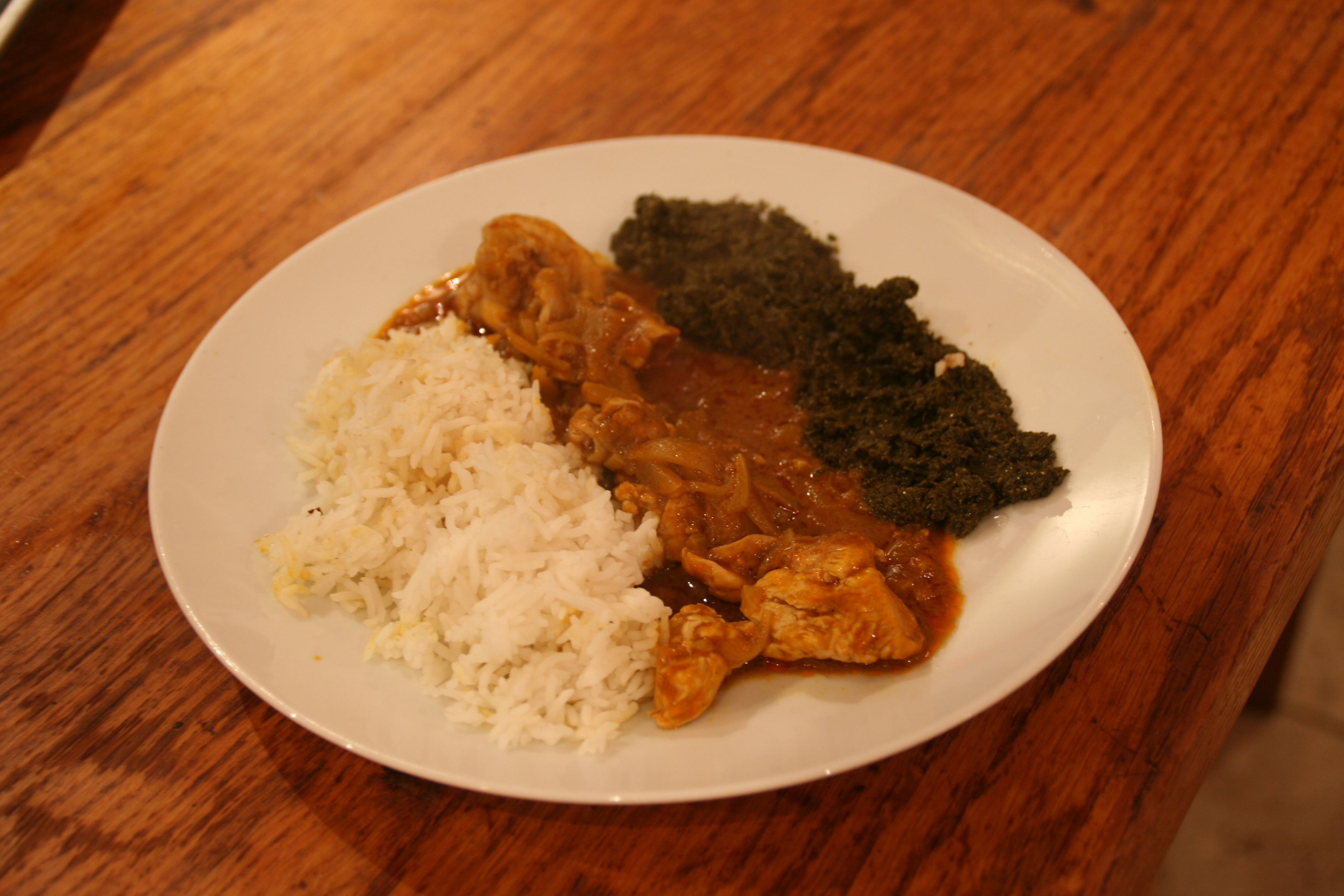
풀레 모앙브

콩고 공화국 요리(Congo共和國 料理, 프랑스어: cuisine congolaise 퀴진 콩골레즈[*])는 중앙아프리카에 있는 콩고 공화국의 요리이다.

## 같이 보기
- 아프리카 요리